# Fång (juridik)
Fång (eller  laga fång) är ett juridiskt begrepp. Det innebär förvärvandet av äganderätt till något: fast egendom, lös sak, eller annat förmögenhetsobjekt. Man skiljer mellan derivativa och originära fång. 
- Derivativa fång är det vanligaste laga fånget och innebär att förvärvaren tar över äganderätten från den tidigare ägaren (fångesmannen). Köp, byte, gåva och arv är exempel på derivativa fång. En speciell form av derivativa fång är det extinktiva fånget där äganderätten övergår trots att den tidigare ägaren inte medverkat (extinktiv= utsläckande). Ett exempel på extinktivt fång är godtrosförvärv, där en köpare under vissa villkor får behålla den köpta saken, fastän säljaren inte är ägare till den, förutsatt att köparen var i god tro vid förvärvet [1]. Ett annat exempel är expropriation.
- Originära fång innebär fång av sådana ting som saknar ägare [1]. Jakt, fiske och svampplockning är exempel på originära fång, se res nullius.